# Le cri de la mouette
Le cri de la mouette (pt: O grito da gaivota) é um trabalho da atriz Emmanuelle Laborit, surda, que conta a sua vida desde o nascimento até a vida adulta. É uma autobiografia, onde ela relata suas memórias de infância, a aprendizagem da língua gestual, a sua adolescência, tentando criar a sua própria personalidade, auxiliada por sua irmã, ouvinte.